# Мухамед Мујић
Мухамед Мујић (Мостар, 25. април 1933. — Мостар, 20. фебруар 2016) био је југословенски и босанскохерцеговачки фудбалер. Сматра се једним од најпопуларнијих и најбољих херцеговачких фудбалера. Био је вишеструки репрезентативац и учесник на Летњим олимпијским играма 1956. у Мелбурну (сребрна медаља) и на Светском првенству у фудбалу 1962. у Чилеу (четврто место). Једини је југословенски репрезентативац који је досад званично играо на свим местима у навалном реду.
Почео је да игра марта 1948. у омладинској екипи мостарског Вележа, а за први тим је дебитовао 1950. године као 17-годишњак. Од 1952. године, када је Вележ постао прволигаш, одиграо је 212 првенствених утакмица, а у сезони 1955/56. био је најбољи прволигашки стрелац (21 гол заједно са Марком Веселиновићем и Огњеном Иванишевићем).
Једно време је са успехом играо у француској прволигашкој екипи Бордоа (1962—1963), затим је био члан загребачког ФК Динамо (1964—1965), а после тога поново је отишао у иностранство и носио дрес белгијске екипе из Берингена (1966). Затим се вратио у Мостар и каријеру завршио у Вележу (1968), где је касније био тренер и технички руководилац.
Уз седам утакмица и 12 голова за младу репрезентацију (1953—1956) и пет утакмица и два поготка за Б селекцију (1955—1957), одиграо је 32 утакмице и постигао 17 голова за најбољу селекцију Југославије. Дебитовао је 29. априла 1956. против Мађарске (2 : 2) у Будимпешти, а од дреса са државним грбом опростио се на светском првенству у Чилеу, 31. маја 1962. против СССР (0 : 2) у Арики, када је теже повредио совјетског фудбалера Едуарда Дубинског и добио забрану наступа за репрезентацију Југославије.
Мухамед Мујић је преминуо у родном Мостару, 20. фебруара 2016. у 84. години живота. Узрок смрти није познат.